# Listă de actrițe - T
|  | Listă de actrițe \| \| Listă de actrițe - T \| Liste alfabetice de actori și actrițe \| Listă de actori A - B - C - D - E - F - G - H - I - J - K - L - M - N - O - P - Q - R - S - T - U - V - W - X - Y - Z |

## Actrițe - T
| - Jasmin Tabatabai (* 1967) - Kobe Tai (* 1972) - Norma Talmadge (1894 - 1957) - Yoshiko Tanaka (1956 - 2011) - Jessica Tandy (1909 - 1994) - Sharon Tate (1943 - 1969) - Audrey Tautou (* 1978) - Elizabeth Taylor (1932 - 2011) - Shirley Temple (1928 - 2014) - Sylvie Testud (* 1971) - Katharina Thalbach (* 1954) | - Charlize Theron (* 1975) - Emma Thompson (* 1959) - Lea Thompson (* 1961) - Linda Thorson (* 1947) - Uma Thurman (* 1970) - Gene Tierney (1920 - 1991) - Carin C. Tietze (* 1964) - Jane Tilden (1910 - 2002) - Nadja Tiller (* 1929) - Jennifer Tilly (* 1958) - Marisa Tomei (* 1964) | - Lily Tomlin (* 1939) - Nancy Travis (* 1961) - Jeanne Tripplehorn (* 1963) - Margot Trooger (1923 - 1994) - Olga Tschechowa (1897 - 1980) - Vera Tschechowa (* 1940) - Kathleen Turner (* 1954) - Lana Turner (1921 - 1995) - Rita Tushingham (* 1942) - Liv Tyler (* 1977) |

## Actori
|  | Listă de actori \| \| Listă de actrițe \| Liste alfabetice de actori și actrițe \| Listă de actori A - B - C - D - E - F - G - H - I - J - K - L - M - N - O - P - Q - R - S - T - U - V - W - X - Y - Z |